# Південно-Російський державний політехнічний університет (НПІ) імені М. І. Платова
Південно-Російський державний політехнічний університет (НПІ) імені М. І. Платова — університет в місті Новочеркаську Ростовської області.

## Історія

### Донський політехнічний інститут

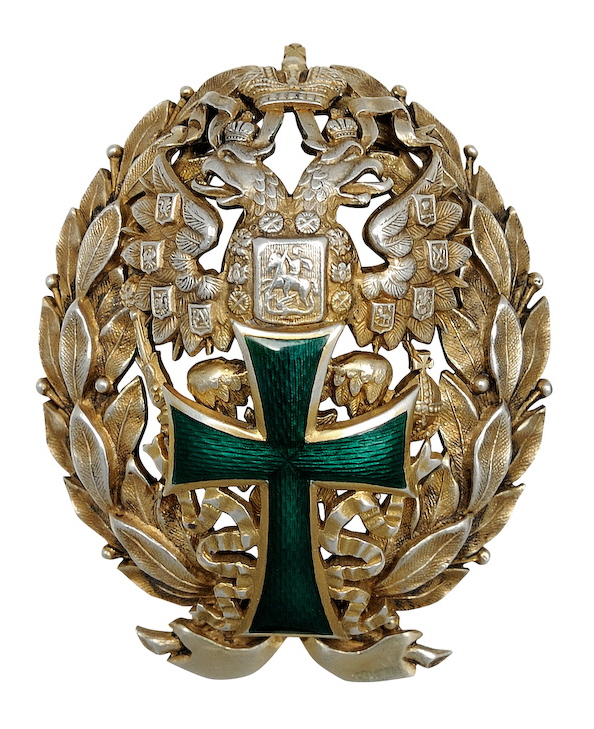
Знак про закінчення Олексіївського Донського політехнічного інституту

Донський політехнічний інститут був відкритий 5 (18) жовтня 1907 року і став першим вищим навчальним закладом на півдні Російської імперії. У той час інститут ще не мав власних корпусів і розміщувався в семи будинках міста, віддалених один від одного. У 1909 році інституту було присвоєно ім'я цесаревича Олексія, і він став називатися — Олексіївський Донський політехнічний інститут.
Постановою Ради міністрів Російської імперії, прийнятою в січні 1907 року, передбачалося «заснувати в Новочеркаську політехнічний інститут, використавши для цієї мети грошові кошти та особовий склад Варшавського політехнічного інституту», до тимчасового закриття якого призвели студентські заворушення 1905—1906 років. Провідні співробітники інституту були відряджені в Новочеркаськ і утворили ядро професорсько-викладацького складу нового інституту.
Будівництво корпусів почалося 9 жовтня 1911 року за проектом архітектора Рогуйського. Проект включав в себе головний, робототехнічний (назва сучасна), хімічний, гірський корпуси і був закінчений повністю тільки в 1930 році.

### Після 1917 року
З жовтня 1918 до 1920 року інститут носив ім'я отамана О. М. Каледіна, а потім знову був Донським політехнічним. У 1930 році Донський політехнічний інститут був розділений на кілька самостійних вищих технічних навчальних закладів, частина з яких у 1933 році були знову об'єднані в єдиний інститут, який став називатися спочатку Північно-Кавказьким індустріальним інститутом, а через рік (1934) — отримав назву Новочеркаський індустріальний інститут ім. Серго Орджонікідзе.
У 1948 році інститут отримує нову назву — Новочеркаський політехнічний інститут. Ця назва зберігалася до 1993 року.
Статус Новочеркаського державного технічного університету заклад отримав 5 липня 1993 року.
2 лютого 1999 року він був перейменований в Південно-Російський Державний Технічний Університет (Новочеркаський Політехнічний Інститут).

У 1957 році інститут був нагороджений орденом Трудового Червоного Прапора.

Корпуси закладу в 1930-х роках
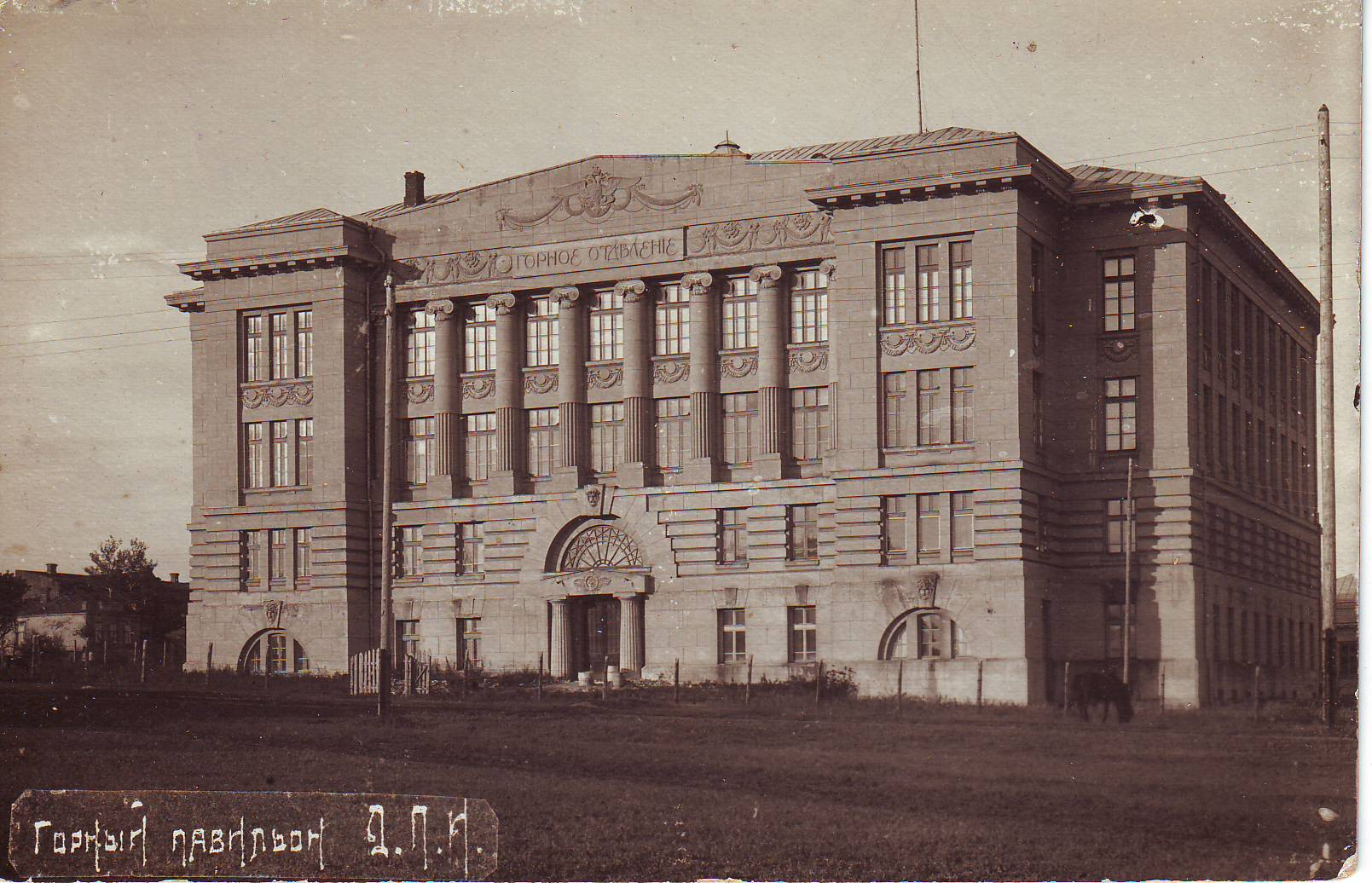
Гірничий факультет
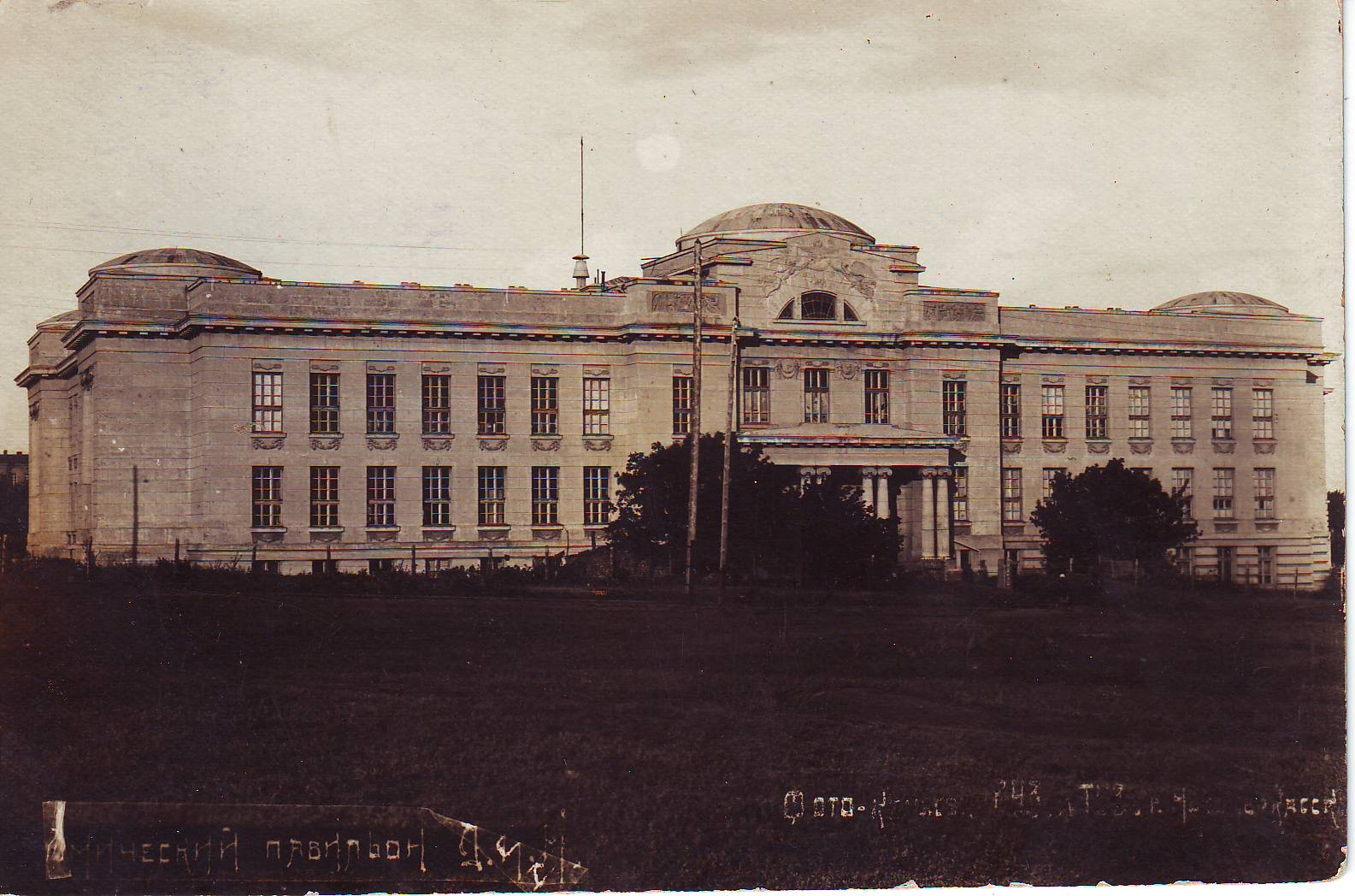
Хімічний факультет
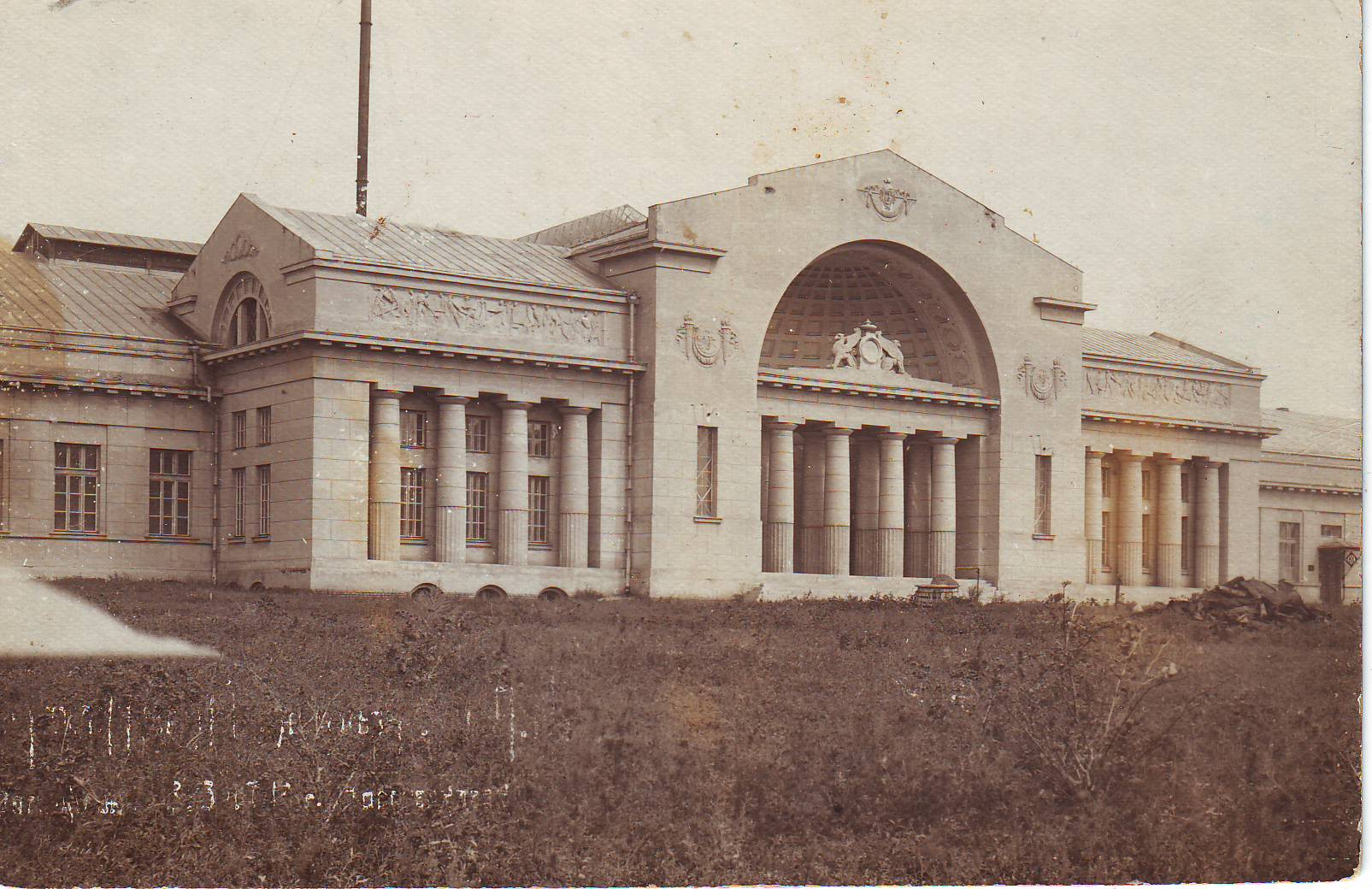
Енергетичний факультет

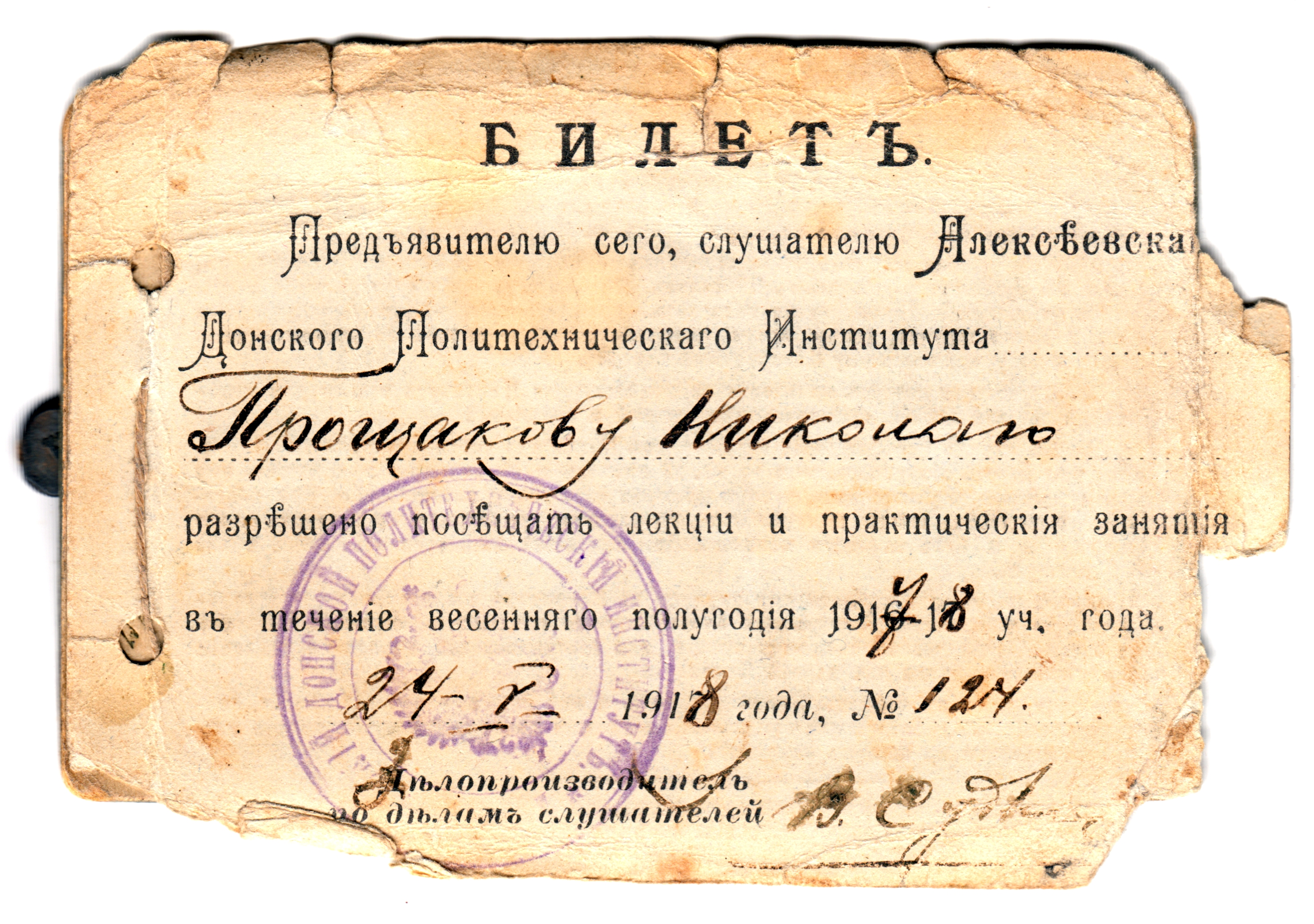
Студентський квиток, 1918 рік

18-19 жовтня 2007 року відбулися святкові заходи з нагоди 100-річчя найстарішого ЗВО півдня Росії. У ці дні в місті і самому закладі пройшли святкові заходи, які почалися в Критому дворі університету і закінчилися урочистим зібранням у міському театрі ім. Коміссаржевської. 17 жовтня в ПРДПУ (НПІ) відкрилася Всеросійська виставка-ярмарок науково-дослідних робіт та інноваційної діяльності, присвячена 100-річчю заснування Вузу. На відкритті були присутні: мер Новочеркаська, голова міської думи, керівництво університету. За замовленням університету Держзнаком було виготовлено 20 тисяч конвертів з видом головного корпусу і штемпель, яким було здійснено спеціальне гасіння. Пам'ятне гасіння «першого дня» було організовано в головному корпусі університету. В урочистій обстановці у присутності викладачів, випускників університету різних років та гостей право першим поставити пам'ятний штемпель було надано директору Ростовської філії «Пошти Росії» В. Горбаєнку (випускнику даного навчального закладу 1980 року) та проректору з наукової роботи та інноваційної діяльності — А. Павленко. Також спеціальне гасіння проводилося і на листівках, присвячених ЮРГПУ (НПІ).. У майстерні донського медальєра — Миколи Шевкунова, були виготовлені пам'ятні медалі, присвячені цій знаменній події.
До 2008 року у вузі існувало президентське правління, останнім його президентом був Шукшунов В. Ю. В даний час ПРДПУ (НПІ) керується ректором, яким є Передерій В. Г.
У 2014 році агентство «Експерт РА», включило ЗВО в список кращих закладів вищої освіти Співдружності Незалежних Держав, де йому було надано рейтинговий клас «Е».

### Офіційні назви
- 1907 — Донський Політехнічний Інститут
- 1909 — Олексіївський Донський Політехнічний Інститут, на честь цесаревича Олексія. Існував нагрудний знак про закінчення Олексіївського донського політехнічного інституту.[14][15]
- 1918 — Донський політехнічний інститут імені отамана О. М. Каледінана честь О. М. Каледіна
- 1920 — Донський політехнічний інститут[16]
- 1930 — Північно-Кавказький індустріальний інститут, після поділу на кілька самостійних вищих технічних навчальних закладів, частина з яких у 1933 році були знову об'єднані в єдиний інститут
- 1934 — Новочеркаський індустріальний інститут імені Серго Орджонікідзе. Деякий час інститут існував під назвою Азово-Чорноморський індустріальний інститут.
- 1948 — Новочеркаський політехнічний інститут.
- 1993 — Новочеркаський державний технічний університет, з 5 липня.
- 1999 — Південно-Російський державний технічний університет (Новочеркаський Політехнічний Інститут), з 2 лютого.
- 2013 — Південно-Російський державний політехнічний університет (Новочеркаський Політехнічний Інститут) імені М. І. Платова, з 24 червня[17].

### Ректори
Ректорами були (за роками призначення):
1. 1907 — Зінін Микола Миколайович[ru]
2. 1910 — Зиков Вилидимир Павлович[ru] (апрель−август)
3. 1910 — Юпатов Іван Ферапонтович[ru]
4. 1917 — Абрамов Микола Матвійович (березень)
5. 1917 — Сущинський Петро Петрович[ru]
6. 1918 — Абрамов Микола Матвійович (березень−травень)
7. 1918 — Успенський Микола Семенович[ru]
8. 1922 — Сущинський Петро Петрович
9. 1924 — Троїцький Михайло Вікторович[ru]
10. 1926 — Сущинський Петро Петрович
11. 1928 — Єгоршин Василь Петрович[ru]
12. 1929 — Касаткін Василь Миколайович[ru]
13. 1933 — Паршиков Іван Агафонович[ru]
14. 1934 — Шумський Юхим Григорович[ru]
15. 1935 — Халецький Ілларіон Ісайович[ru]
16. 1936 — Власов Віктор Гаврилович[ru]
17. 1938 — Семченко Дмитро Платонович[ru]
18. 1939 — Шильников Кузьма Афіногенович[ru]
19. 1949 — Семченко, Дмитрий Платонович
20. 1952 — Кобилєв Олексій Григорович[ru]
21. 1958 — Авілов-Карнаухов Борис Миколайович[ru]
22. 1963 — Фролов Михайло Олександрович[ru]
23. 1974 — Смирнов, Владимир Александрович[ru]
24. 1977 — Гончаров Семен Іванович[ru]
25. 1981 — Шукшунов Валентин Юхимович
26. 1988 — Таранушич Віталій Андрійович[ru]
27. 1998 — Лунін Леонід Сергійович[ru]
28. 2009 — Передерій Володимир Григорович[ru]

## Опис
До складу університету входять:
- 11 факультетів (зокрема факультет відкритого дистанційного навчання);
- 103 кафедри;
- 3 інститути на правах філій;
- 5 філій;
- 1 коледж;
- міжгалузевий регіональний центр підвищення кваліфікації та професійної перепідготовки фахівців,
- 12 науково-дослідних інститутів;
- 7 науково-виробничих підприємств;
- видавничі організації та інші підрозділи, що забезпечують діяльність ЗВО.

У ПРДПУ працюють 3919 співробітників, зокрема: 2054 чол. — професорсько-викладацький склад.
На факультетах та у філіях навчаються 22 000 студентів, у тому числі: понад 15 000 студентів денної, близько 4 000 заочной, близько 2 000 очно-заочної форм навчання. Щорічно перепідготовку проходять понад 1 000 слушателей.
В університеті знаходиться найбільша вузівська науково-технічна бібліотека на півдні Росії. Фонд бібліотеки налічує понад 3 млн видань.
Університетом випускаються періодичні видання:
- «Кадри індустрії» — багатотиражна газета ПРДПУ (НПІ). Видається з грудня 1929 року.
- Науково-технічний журнал «Известия высших учебных заведений. Электромеханика». Видається з січня 1958 року.

### Штат університету
У штаті професорсько-викладацького складу університету:
- 255 докторів наук, професорів,
- 1058 кандидатів наук, доцентів,
- 13 заслужених діячів науки і техніки,
- 2 заслужених працівника культури,
- 9 заслужених працівників вищої школи,
- 109 академіків галузевих і громадських академій,
- 1 член-кореспондент РАН.

### Будівлі університету

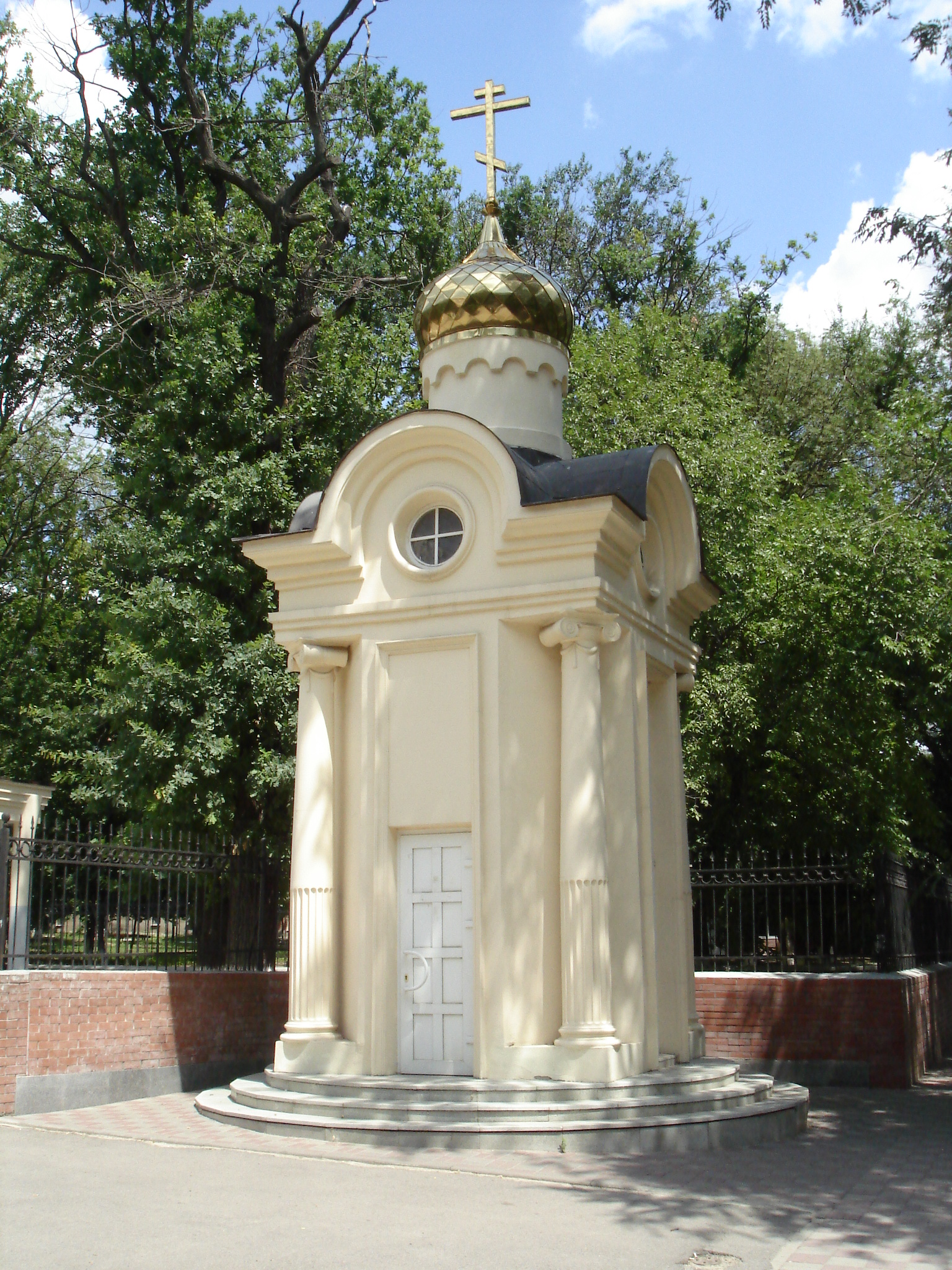
Каплиця на честь святої Тетяни, 2013 рік

Комплекс будівель Південно-Російського державного політехнічного університету включає:
- головний корпус;
- робототехнічний корпус;
- хімічний корпус;
- гірський корпус;
- енергетичний корпус;
- лабораторний корпус;
- спортивні споруди (стадіон, плавальний басейн, тенісний корт, гімнастичний зал, легкоатлетичний манеж);
- в даний час[коли?] ведеться будівництво навчально-бібліотечного корпусу.

Головний, хімічний, гірський і енергетичний корпусу є пам'ятками архітектури федерального значення.
У XXI столітті на правому вході на територію ЗВО побудовано прохідну і каплицю на честь покровительки всіх студентів — святої великомучениці Тетяни.

### Гімн
Вірш Володимира Абрамовича Шварца, члена вузівської літгрупи, випускника НПІ 1964 року — «Я люблю тебе, НПІ» — покладений на музику і став гімном політехніків.

## Науково-дослідна робота
У ПРДПУ (НПІ) ведуться роботи за 26 науковими напрямами, зокрема з порошкової металургії, теорії рудоутворення в вулкагенних осадових товщах, мікрометалургії напівпровідникових структур, антифрикційних матеріалів, синтезу полімерів, ефективних методів розв'язування задач математичної фізики, тренажеробудування та інші.
Науково-виробнича та інноваційна діяльність здійснюється на факультетах, в галузевих інститутах, навчально-науково-виробничих комплексах (ННВК), Донському технологічному парку, науково-виробничих і інших підрозділах базового ЗВО, наукових центрів, інститутів і філій. У складі ПРДПУ (НПІ) функціюють більше десяти ННВК. До складу кожного входять один або кілька факультетів, кафедр, науково-дослідних інститутів (НДІ) та інших науково-виробничих підрозділів університету, а також організації, підприємства, що не є підрозділами університету. На базі кафедр, наукових лабораторій, дослідних виробництв університету функціює шість НДІ:
- НДІ енергетики;
- НДІ водопостачання та водовідведення;
- НДІ електромеханіки;
- НДІ обчислювальних, інформаційних і керувальних систем;
- НДІ історії козацтва та розвитку козацьких регіонів;
- ЦКП «Нанотехнології».

У 2010 році ПРДПУ зайняв 459-е місце (всього було представлено 474 вуза) у рейтингу наукової та публікаційної активності російських вузів, який щорічно складається ВШЕ.

## Філії

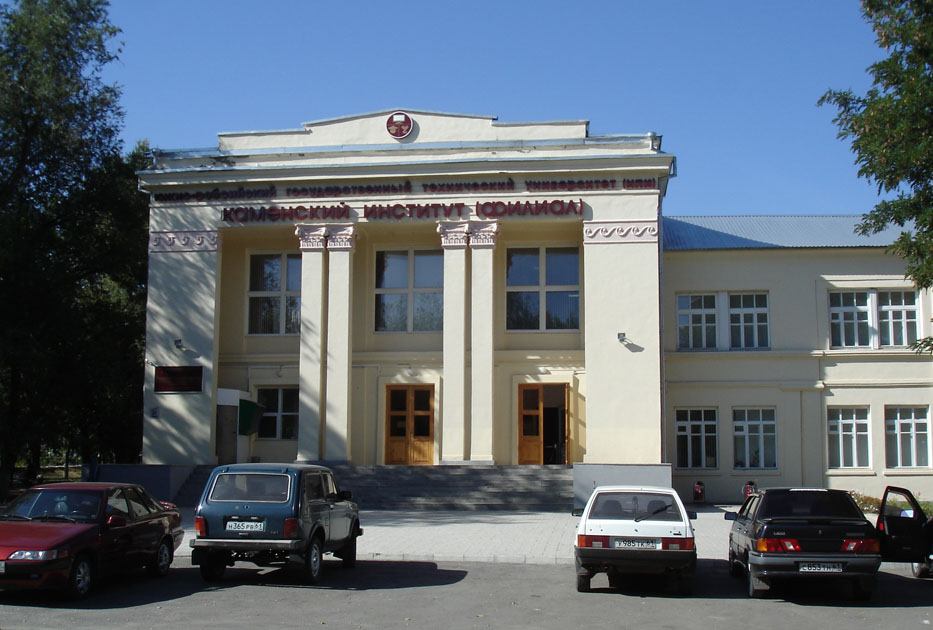
Каменська філія ПРДПУ

Станом на 2014 рік університет включає такі філії (за алфавітом):
- Адигейська філія — відкрита в 1999 році;
- Багаєвська філія;
- Кавмінводський інститут (філія) відкритий у 1998 році (в наш час[коли?] закритий);
- Каменський інститут (філія) відкритий у 1998 році;
- Шахтинський інститут (філія) відкритий у1958 році.

## Факультети
- Факультет інформаційних технологій і управління
- Факультет геології, гірничої та нафтогазового справи
- Механічний факультет
- Будівельний факультет
- Технологічний факультет
- Енергетичний факультет
- Факультет інноватики та організації виробництва
- Факультет військового навчання
- Факультет відкритого та дистанційного навчання

## Пам'ять

### Пам'ятні дошки

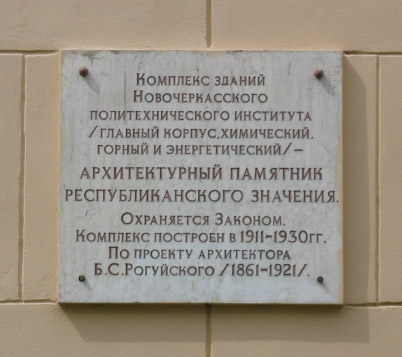
Пам'ятна дошка на Головному корпусі

Головна меморіальна дошка НПІ з текстом:

«Комплекс будівель Новочеркаського політехнічного інституту (Головний корпус. Хімічний. Гірський і енергетичний) — архітектурна пам’ятка республіканського значення. Охороняється Законом. Комплекс побудовано в 1911—1930 гг. За проектом архітектора Б. С. Рогуйського (1861—1921).»

встановлена на фасаді Головного корпусу 28 грудня 1985 року. У 2010 році, в зв'язку зі встановленням на фасаді ЗВО двох нових дощок з назвою навчального закладу російською та англійською мовами, цю дошку було переміщено на правий флігель головного корпусу.
Багато пам'ятних дощок були виготовлені та встановлені за рахунок профільних кафедр. Так, на механічному факультеті відкрито дошку пам'яті професора О. С. Лишевського; на енергофаці (у 1981 році) — заслуженому діячу науки і техніки, професору О. Д. Дроздову; на гірничо-геологічному факультеті — професору, ректору НПІ з 1963 по 1974 роки — М. О. Фролову. Була відкрита меморіальна дошка пам'яті Н. Д. Мізерному — першому начальнику військової кафедри НПІ (з 1944 року), що є Героєм Радянського Союзу. Пам'ятна дошка була відкрита в 1983 році за сприяння керівництва військової кафедри. В 1980 році до 100-ліття видатного вченого-геолога зі світовим ім'ям — П. М. Чирвинського — на будівлі гірничо-геологічного факультету було відкрито меморіальну дошку пам'яті.
У період з 1976 по 1985 роки на будівлях НПІ було відкрито 16 меморіальних дощок. До цього було всього 4 меморіальних дошки і два пам'ятники: бюст Герою Радянського Союзу Р. Петрової і пам'ятник, встановлений у 1939 році С. Орджонікідзе у вестибюлі головного корпусу (у 1983 році був демонтований).
В даний час в ПРДПУ (НПІ) понад 28 меморіальних пам'ятних дощок на будинках і в підрозділах, зокрема 8 — на кафедрах.

### Монументи
На території ЗВО і та поза нею є пам'ятники, встановлені на честь випускників.

## Відомі люди, які навчалися і працювали в ДПІ-НПІ-ПРДТУ-ПРДПУ
У роки Великої Вітчизняної війни деякі з них воювали й загинули на фронтах. В їх честь біля лівого входу на територію інституту споруджено пам'ятник. Біля правого входу знаходиться погруддя Галини Петрової — Героя Радянського Союзу.
За сто років ЮРГПУ (НПІ) підготував славну когорту висококваліфікованих кадрів індустрії і науки.
Серед випускників Новочеркаського політеху:
- 19 лауреатів Ленінської премії;
- 64 лауреати Державної премії;
- 35 заслужених діячів науки і техніки;
- 28 Героїв Соціалістичної Праці:
  - двічі Герой Соціалістичної Праці — Смирнов Леонід Васильович;
- Герої Радянського Союзу і Росії:
  - Вовченко Микола Дмитрович[ru];
  - Лобов Георгій Агейович[ru];
  - Петрова Галина Костянтинівна;
  - Симонов Михайло Петрович;
  - Смоляних Василь Іванович[ru];
  - Шелаєв Антон Стефанович[ru].

Щорічно, як правило, в літній час, відбуваються зустрічі випускників ЗВО різних років випуску.

### Портретна галерея
Галерея портретів професорів ЗВО роботи художника Івана Крилова знаходиться на другому поверсі Головного корпусу, на зовнішній стіні актового залу.

## Цікаві факти
- В Олексіївському донському політехнічному інституті випускалося неперіодичне видання «Извѣстія Станціи Испытанія Матеріаловъ»[29].
- У вересні 1930 року, коли ДПІ був розділений на кілька самостійних вищих технічних навчальних закладів, на базі авіаційного факультету (відкритого в 1919 році) був створений Новочеркаський авіаційний інститут[ru] (НАІ)[30]. Він був утворений одночасно з авіаційними інститутами в Москві і Харкові. За рішенням уряду в 1932 році факультет авіамоторобудування НАІ був переведений в місто Рибінськ, де був створений Рибінський авіаційний інститут[ru] (РАІ). У 1941 році РАІ був евакуйований до міста Уфи[31].
- Під час окупації Новочеркаська німецькими військами навчання евакуйованих студентів і робота викладачів НПІ продовжилося в Томському політехнічному інституті.
- У середині 1970-х років на Енергетичному факультеті Олександром Шехтманом (нині проживає в Ізраїлі) було створено вокально-інструментальний ансамбль «Бліки».[32]
- З 2013 року в університеті проводиться конкурс пісні «Наша пісня».
- У 2018 році в Новочеркаську знімався багатосерійний телевізійний фільм «Небо вимірюється МИлями»[33], деякі сцени були зняті в інституті.